# 薄叶天名精
薄叶天名精（学名：Carpesium leptophyllum）是菊科天名精属的植物，是中国的特有植物。分布在中国大陆的四川等地，生长于海拔2,000米至2,700米的地区，常生于山坡草坡及林缘，目前尚未由人工引种栽培。

## 异名
- Carpesium leptophyllum Chen et C. M. Hu var. linearibracteatum Chen et C. M. Hu